# Millennium (Front-Line-Assembly-Lied)
Millennium ist ein Lied der Post-Industrial-Band Front Line Assembly, das die Band 1994 veröffentlichte. Es erschien in der Hochphase des Industrial Metal, wurde ursprünglich von den Fans der Band abgelehnt, avancierte allerdings als das erste Stück der Band im Genre zu einem Clubhit.

## Hintergrund und Veröffentlichungen
Das Stück entstand im Schreibprozess des Albums Millennium. Bill Leeb und Rhys Fulber hatten in einem mehrmonatigen Schreibprozess ein Album erarbeitet, das die Musiker kurz vor dem Abschluss verwarfen. Der mehr am Synthiepop orientierte Entwurf missfiel dem Duo. Im Rückblick verwiesen die Musiker auf die Arbeit für die Band Fear Factory und deren Remix-EP Fear is the Mindkiller als wesentlichen Einfluss auf die Neuausrichtung und Weiterentwicklung von Front Line Assembly. Fulber beschrieb die Arbeit an der EP als hohen Erkenntnisgewinn hinsichtlich der musikalischen Ausdrucksmöglichkeit, da die Remixe einen futuristisch klingenden Metal schufen. Eine Art „Cyber-Metal“, der nicht wie Ministry oder KMFDM klang.
Millennium wurde als Vorab-Single am 23. August 1994 veröffentlicht. Das Album folgte im Oktober des gleichen Jahres. Das Publikum der Band lehnte das Stück überwiegend ab. Dennoch gelang das Video in die Rotation des Musikfernsehens und die Single wurde zu einem kommerziellen Erfolg.

## Musik, Text und Video
Millennium wurde als erstes Industrial-Metal-Stück der Band wahrgenommen. Es präsentiert dabei eine Vermengung der musikalischen Erfahrungen von Leeb und Fulber. So nutzt das Duo „das digitale Chaos von Caustic Grip und die synthetische Perfektion von Tactical Neural Implant“. Ebenso spielt das Duo mit Stilideen des Dark Wave, Techno, Hip-Hop und Electro-Industrial. Stilen denen die Musiker in diversen Nebenprojekten nachgingen. Besonders markant erschien dabei der ausgeprägte Einsatz gesampelter Gitarrenriffs. Für Millennium wurde das Gitarrenspiel des Gitarristen Dimebag Darrell aus dem Pantera-Stück A New Level gesampelt. Millennium wurde im 4/4-Takt und im Grundton g-Moll bei einem Tempo von 135 BpM geschrieben. Das Stück gilt als besonders energiegeladen und tanzbar. Der Text zu Millennium steht in einem Gesamtkonzept des Albums. Kern des Albums ist die Angst vor dem Verlust der eigenen Identität und die bis in die Kriminalität greifenden Versuche diese zu bewahren.

„Amid all this confusion

We lose sight of the enemy

Like evil gods of destruction

They move through liquid transparency“

„Inmitten all dieser Verwirrung

Verlieren wir den Feind aus den Augen

Wie böse Götter der Zerstörung

Sie bewegen sich durch flüssige Transparenz“

Das Video knüpft thematisch an dieser Idee an und zeigt die beiden Musiker in mehreren Settings des Cyberpunk. In grellen Farben vor einem Orangen Himmel durch eine verfallene Industrielandschaft fahrend, durch eine Wüstenlandschaft wandernd sowie in einem abgedunkelten Fabrikgebäude. Stets begegnen dem Duo dystopisch-futuristische Objekte. Javier vom Fanzine Industrial Nation nannte das Video eine KO-Winky-Dink-Schnelle. Die Visualisierung schaffe ein perfektes Video zu dem Stück. Leeb beschrieb das Video als apokalyptische Vision:

„The ascetics are basically after kind of a world destruction with just scattered pockets of renegades running around, trying to fight this machinery which has gone bad. It’s looks really futuristic.“

„Im Grunde sind es Asketen nach einer Art Weltzerstörung, bei der nur vereinzelt Zellen Abtrünniger herumlaufen und versuchen, diese böse gewordene Maschinerie zu bekämpfen. Es sieht wirklich futuristisch aus.“